# Moderne natuurkunde
Met de moderne natuurkunde of moderne fysica bedoelt men de ontwikkelingen die de natuurkunde doormaakte vanaf het begin van de twintigste eeuw. In het bijzonder ontstonden toen de relativiteitstheorie en kwantummechanica, die een zeer vernieuwende kijk op de fundamentele natuurwetten van het universum vereisten. Ook de latere theorieën die hieruit voortvloeiden - zoals de kwantumveldentheorie en het standaardmodel van de deeltjesfysica - duidt men aan met 'moderne natuurkunde'. Tegenover de moderne fysica staan de oudere natuurkundige theorieën, zoals de wetten van Newton en de wetten van Maxwell, die men vaak aanduidt met de term klassieke natuurkunde.

## Problemen in de klassieke fysica

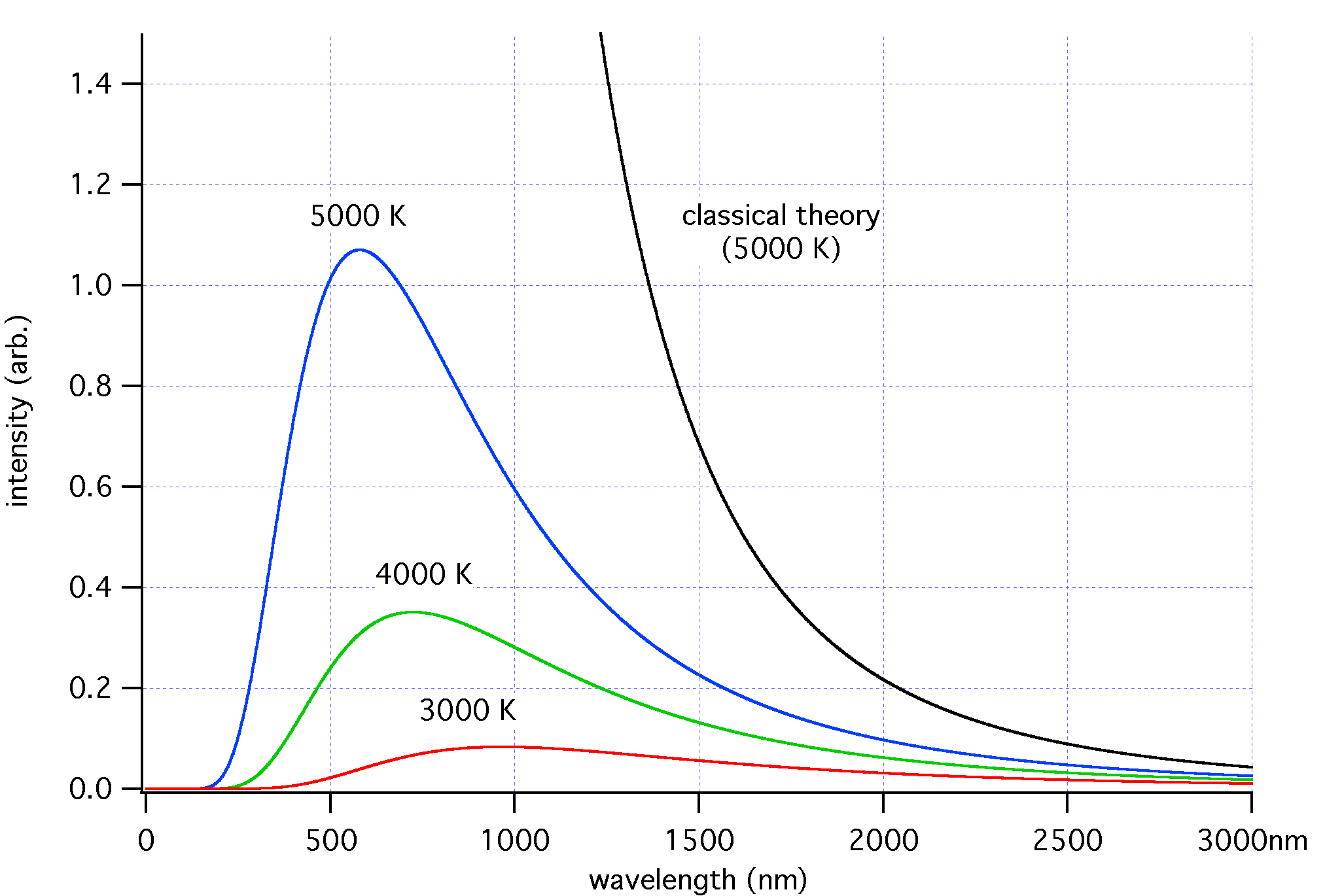
Klassieke natuurkunde kon het spectrum van zwarte stralers niet volledig uitleggen. Een correcte en consistente beschrijving kan daarentegen wel gegeven worden met behulp van de kwantummechanica, en behoort ontegensprekelijk tot de moderne fysica.

De moderne fysica ontstond door een aantal waargenomen fenomenen die niet met de klassieke fysica verklaard konden worden. Deze problemen stonden haaks op het enorme succes van de theorieën van o.a. Newton en Maxwell, die een volledige kijk leken te geven op bijna alle (toen bekende) fenomenen. Hoewel men oorspronkelijk niet zo zwaar tilde aan deze -vaak technische- problemen, voldeed het concept van kleine afwijkingen tegenover de -vanuit de bestaande theorieën van zwaartekracht en elektromagnetisme- voorspelde waarnemingen uiteindelijk niet. Begin twintigste eeuw werd de lijst van problemen zo groot, dat het duidelijk was dat er fundamenteel nieuwe theorieën moesten komen. Enkele van de waargenomen afwijkingen waren:
- Het foto-elektrisch effect. Men had experimenteel vastgesteld dat bepaalde metalen een stroom geleiden indien deze belicht worden. Met de klassieke natuurkunde was dit effect niet te verklaren. Het werd nog veel moeilijker toen bleek dat dit effect alleen optreedt bij voldoende grote frequenties, ongeacht de intensiteit van het licht.
- De lichtsnelheid. Het Michelson-Morley-experiment had aangetoond dat de lichtsnelheid in vacuüm niet verandert indien de waarnemer beweegt ten opzichte van de lichtbron. Dat is onverklaarbaar vanuit een klassiek-natuurkundig standpunt. Bijvoorbeeld: als een auto 30 km/u rijdt en een fietser die met (10 km/u) rijdt, inhaalt, lijkt deze voor de fietser slechts met 20 km/u te bewegen. Hoe kan dan de lichtsnelheid niet afhangen van de waarnemer?
- Het spectrum van een zwarte straler. Alle voorwerpen met een zekere temperatuur zenden thermische straling uit. Men had ontdekt dat het spectrum van deze straling slechts afhangt van de temperatuur van het voorwerp. (Mits het voorwerp geen extra licht of straling vanuit de omgeving weerkaatst.) Dit spectrum kon bovendien goed beschreven worden met de wet van Rayleigh-Jeans. Hoewel deze wet experimenteel goed leek te kloppen voor de golflengtes waarbij men toen metingen kon doen, was er een wiskundig probleem. Indien de wet zou gelden voor alle golflengtes, zou een straler een oneindig vermogen moeten hebben, dus oneindig veel energie uitzenden per tijdseenheid. Dat kan duidelijk niet.
- De brownse beweging. Men had vastgesteld dat kleine stofdeeltjes, indien deze in een vloeistof gelegd worden, een zigzaggende beweging uitvoeren. Deze beweging leek niet te verminderen met de tijd, en leek ook zeer willekeurig te verlopen. Uiteraard was er geen klassieke verklaring voor dit fenomeen
- De precessie van het perihelium van Mercurius. Hoewel de zwaartekrachttheorie van Newton bijzonder succesvol was voor het berekenen van getijden, komeet- en planeetbanen, waren er kleine afwijkingen die men niet kon uitleggen. In het bijzonder is de precessie (opschuiving) van het perihelium (dichtstbijzijnde punt van de ellipsbaan om de zon) van Mercurius niet te rijmen met de voorspelling door de Newtoniaanse theorie.

## Antwoorden van de moderne fysica
Voor al deze problemen bleek een écht antwoord slechts mogelijk wanneer men radicaal van standpunt veranderde. Tot op vandaag wordt de moderne fysica grotendeels pas aan de universiteit behandeld, omdat de daarvoor benodigde wiskundige kennis geen deel uitmaakt van het curriculum op de middelbare scholen, en omdat sommige modern-natuurkundige concepten niet zo evident zijn, en afwijken van het gevoel dat men voor natuurkunde kan hebben op basis van de alledaagse waarneming. Toch is geen van de onderstaande theorieën onmogelijk om te begrijpen, en blijkt een gevoel voor elke natuurkundige theorie mogelijk - zij het dat dit niet voor elke theorie even snel komt. 
De belangrijkste pijlers van de moderne fysica, die de bovenstaande vragen konden beantwoorden, zijn:
- De kwantummechanica. Op de kleinste schaal zijn deeltjes geen punt-objecten, maar uitgesmeerde golfpakketjes (kwanta). Deze pakketjes hebben een fundamenteel karakter: ze blijven heel en zijn niet gemakkelijk te vernietigen. Bovendien zijn ze erg klein. Daarom lijken ze in veel experimenten puntdeeltjes te zijn. Dit inzicht was cruciaal voor het verklaren van het foto-elektrisch effect en het spectrum van de zwarte straler.
- De relativiteitstheorie. Deze theorie slaagde er als eerste in om op een consistente manier ruimte en tijd te beschrijven als één geheel, de ruimtetijd. Hiermee werd het mogelijk de uitkomst van het Michelson-Morley-experiment te verklaren. De oorspronkelijke versie van de theorie (de speciale relativiteitstheorie) groeide later nog uit tot een meer algemene versie (de algemene relativiteitstheorie). Deze laatste omvatte meteen een nieuwe, meer precieze omschrijving van de zwaartekracht. In tegenstelling tot de theorie van Newton was de algemene relativiteitstheorie van Einstein in staat om de precessie van het perihelium van Mercurius nauwkeurig te voorspellen. Vele andere experimentele bevestigingen maakten van deze theorie snel een algemeen aanvaard onderdeel van de moderne natuurkunde.
- De atoomtheorie. Voor de komst van de moderne fysica, bestond de atoomtheorie reeds als een denkkader, dat sommige experimenteel waargenomen feiten op een elegante manier kon verklaren. Het was echter géén algemeen gedachtegoed om atomen ook te zien als écht. De kwantitatieve en de kwalitatieve verklaring van de Brownse beweging, die Einstein gaf met behulp van de atoomtheorie, was echter een overtuigend bewijs van het bestaan van atomen.

## Situering en hedendaags onderzoek
Hoewel sommige takken van de moderne fysica dus relatief ontoegankelijk zijn voor een niet-wiskundig publiek (dat is trouwens ook het geval met veel klassieke fysica), en ook conceptueel een uitdaging kunnen vormen, zijn ze een standaard onderdeel van veel hedendaags natuurkundig onderzoek. Het veel voorkomende idee dat theorieën zoals kwantummechanica en relativiteitstheorie exotische theorieën zijn met een zeker sciencefiction-gehalte, is dus niet geheel waar. Beide theorieën (en alle takken in de natuurkunde die eruit voortvloeiden) zijn grondig getoetst met talloze experimenten, en geven, vaak met een verbazingwekkende precisie, de juiste voorspellingen voor experimenten. Bovendien zijn er steeds meer technische toepassingen en uitvindingen die gebruik maken van kwantum mechanische effecten die we in het dagelijkse leven gebruiken. Voorbeelden zijn transistors in elektronica zoals computers en smartphones, lasers in dvd-spelers, routeplanners die rekening moeten houden met relativistische effecten in gps-satellieten. Deze apparaten zouden niet werken als de moderne natuurkunde niet reëel was. Dat wil echter niet zeggen dat de natuurkunde compleet is. Er zijn veel waarnemingen uit de kosmologie die nog niet verklaard kunnen worden, zoals donkere materie en donkere energie. Daarnaast zijn er theoretische problemen indien men de (algemeen aanvaarde) wetten van kwantummechanica toepast op de algemene relativiteitstheorie. Dit probleem wordt soms aangeduid als de zoektocht naar een kwantumgravitatie-theorie, of ook wel de zoektocht naar de theorie van alles. Deze thema's stuwen het huidige theoretische onderzoek in de natuurkunde, en de ontdekkingen die vandaag de dag gedaan worden zijn dus eigenlijk nog steeds uitbreidingen van de moderne natuurkunde zoals aan het begin van de twintigste eeuw ontstond.

## Mogelijke misvattingen
Men krijgt mogelijk het idee dat de klassieke natuurkunde volledig fout is. Dit is niet waar. Voor de domeinen waarop de klassieke natuurkunde toegepast wordt, is deze vaak zeer correct. Bij extreme omstandigheden (experimenten op zeer kleine schaal, bij hoge snelheden, of in de buurt van een zeer zwaar voorwerp) geeft de klassieke natuurkunde geen goede voorspellingen; de moderne natuurkunde heeft een ruimer geldigheidsgebied, maar is ook nog niet volledig, of zelfs maar consistent. Een natuurkundige theorie wordt als waardevol beschouwd als deze een welbepaald geldigheidsdomein heeft, waarbinnen de theorie juiste voorspellingen doet. Het streven naar een alles omvattende theorie is echter allerminst opgegeven.